# Nycternyssa stheno
Nycternyssa stheno är en mångfotingart som beskrevs av Crabill 1959. Nycternyssa stheno ingår i släktet Nycternyssa och familjen kamjordkrypare. Inga underarter finns listade i Catalogue of Life.